# Puiești (Buzău)
Puiești is een Roemeense gemeente in het district Buzău.
Puiești telt 4390 inwoners.